# Klotväxel

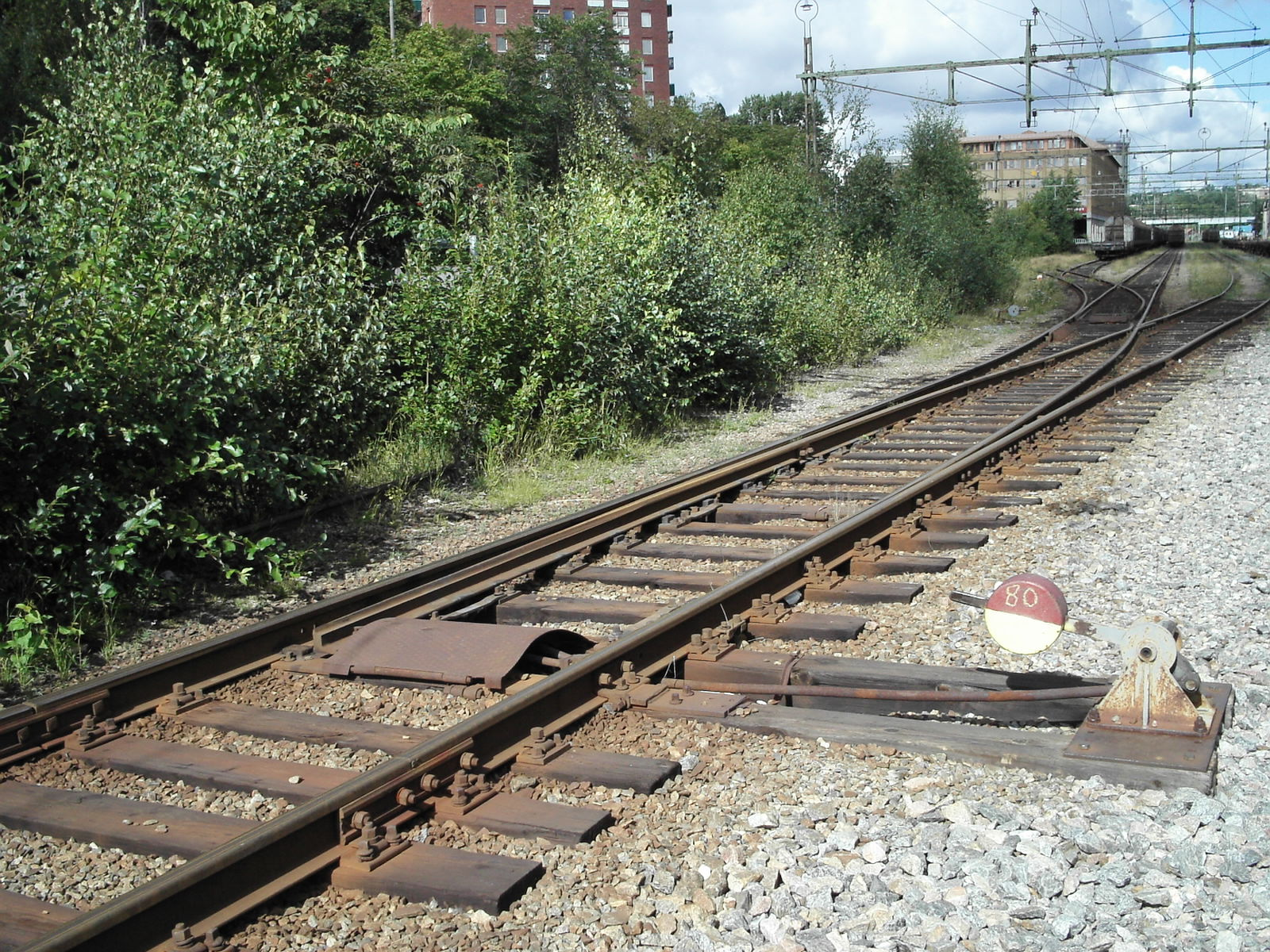
Klotväxel vid Värtans station i Stockholm. Växeln ligger lagd i kurvläge och den röda halvan av växelklotet ligger uppåt.

En klotväxel är en manuellt manövrerad järnvägsväxel.
Klotet är en tung cylinderformad motvikt i gjutjärn på en spak. När spaken läggs om till andra sidan skjuts växeltungorna över till motsatt sida. Det betyder att klotet pekar åt det håll växeln är lagd. Klotet är målat rött och gult. När gult är uppåt ligger växeln i normalläge. Klotets funktion är dels att tydligt visa växelns läge, dels att med sin tyngd säkerställa att växeln ligger kvar i önskat läge.
Klotväxlar kan endast manövreras lokalt och de har därför numera ersatts av växeldriv på de platser där snabb omläggning av växlar från en central plats, till exempel ett ställverk, är nödvändig eller önskvärd. Klotväxlar finns dock kvar i kapillärnätet (industrispår) och på äldre bangårdar.